# 帕普岩
68°22′S 67°3′W / 68.367°S 67.050°W
帕普岩（Pup Rock），是南極洲的岩石，位於葛拉漢地的法利埃海岸，處於雷菲尤奇群島和泰伯岩之間，直徑約0.2公里，由地質學家發現，現時由南極條約體系管理。